# النفيس
النفيس قرية صغيرة تنتمي لبلدية رقان بولاية أدرار، عدد سكانها 1000 نسمة تقريبا. يحدها شمالا قرية آيت المسعود وجنوبا تاعرابت وغربا بساتين أهل القرية، وعلى جنوبها الغربي قرية تيمادنين. بها مسجدا واحدا ومدرسة قرآنية ومدرسة نظامية واحدة أيضا.

## التجارب النووية
تعرضة القرية لأثر الإشعاعات النووية إثر التجارب التي قام بها الفرنسيون بمنطقة رقان ويظهر ذلك في العديد من الإصابات التي يعاني منها السكان.